# Mauro Galvão
Mauro Geraldo Galvão (Porto Alegre, 1961. december 19. –) brazil válogatott labdarúgó, edző.

## Pályafutása

### Klubcsapatban
Pályafutását szülővárosa csapatában, az Internacional csapatában kezdte 1979-ben. 1986-ban a Banguhoz igazolt, ahol mindössze egy szezont töltött. Következő csapata a Botafogo volt. 1990-ben a svájci Lugano igazolta le. Hat szezon alatt 220 alkalommal lépett pályára és 22 gólt szerzett. 1996-ban a Grêmio színeiben brazil bajnoki címet és kupagyőzelmet ünnepelhetett. 1997 és 2000 között a Vasco da Gama csapatát erősítette. A bajnoki cím mellett a Libertadores kupát is sikerült megnyernie. 

### A válogatottban
1986 és 1990 között 26 alkalommal szerepelt a brazil válogatottban. Részt vett az 1984. évi nyári olimpiai játékokon, valamint az 1986-os és az 1990-es világbajnokságon. Tagja volt az 1989-es Copa Américan győztes válogatott keretének is.

## Sikerei, díjai
Internacional
- Brazil bajnok (1): 1979
- Gaúcho bajnok (4): 1981, 1982, 1983, 1984

Botafogo
- Carioca bajnok (2): 1989, 1990

Lugano
- Svájci bajnok (1): 1992–93

Grêmio
- Brazil bajnok (1): 1996
- Brazil bajnok (2): 1997, 2001
- Gaúcho bajnok (2): 1996, 2001
- Recopa Sudamericana (1): 1996

Vasco da Gama
- Brazil bajnok (2): 1997, 2000
- Carioca bajnok (1): 1997
- Copa Libertadores (1): 1998
- Copa Mercosur (1): 2000

Vasco da Gama
- Brazil bajnok (1): 1989
- Carioca bajnok (1): 1987

Brazília
- Olimpiai ezüstérmes (1): 1984
- Copa América (1): 1989